# Poecilopachys
Poecilopachys es un género de arañas araneomorfas de la familia Araneidae. Se encuentra en  Oceanía.

## Lista de especies
Según The World Spider Catalog 12.0:
- Poecilopachys australasia (Griffith & Pidgeon, 1833)
- Poecilopachys jenningsi (Rainbow, 1899)
- Poecilopachys minutissima Chrysanthus, 1971
- Poecilopachys speciosa (L. Koch, 1872)
- Poecilopachys verrucosa (L. Koch, 1871)